# کاخ امپراتوری کیوتو

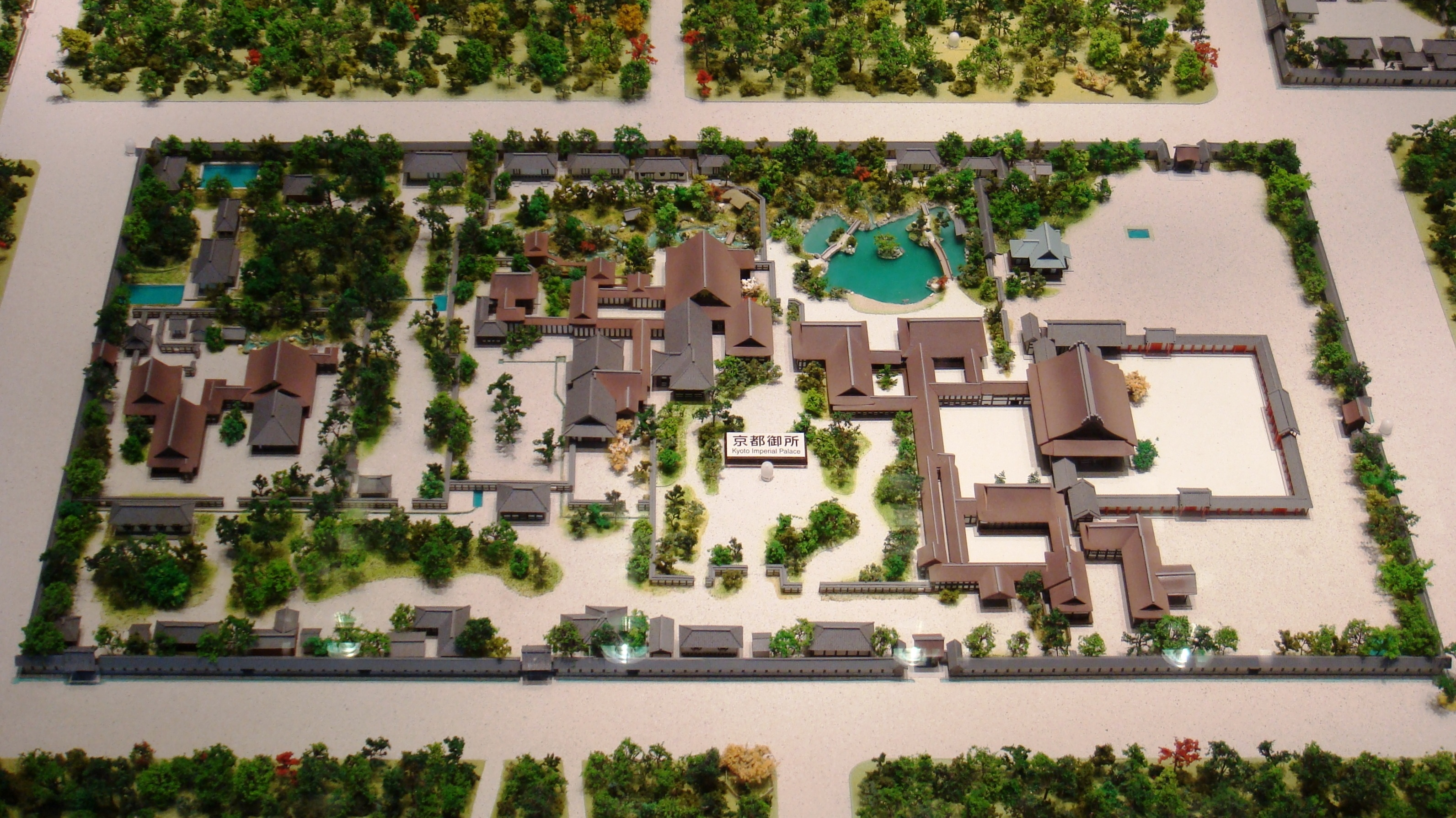
یک مدل ساخته شده از کاخ امپراتوری کیوتو

کاخ امپراتوری کیوتو (به ژاپنی: 京都御所 Kyōto-gosho) کاخ قبلی امپراتور ژاپن در کیوتو بود. پس از اصلاحات میجی در سال ۱۸۶۸ میلادی امپراتور میجی در اولین سال امپراتوری خود نام قلعه ادو را به قلعه توکیو تغییر داد و از آن پس این مکان به عنوان کاخ امپراتوری توکیو و محل اقامت امپراتوران ژاپن انتخاب شد. در سال ۱۸۷۷ دستور حفاظت از کاخ سلطنتی کیوتو داده شد.